# Куколь (обиходные названия)

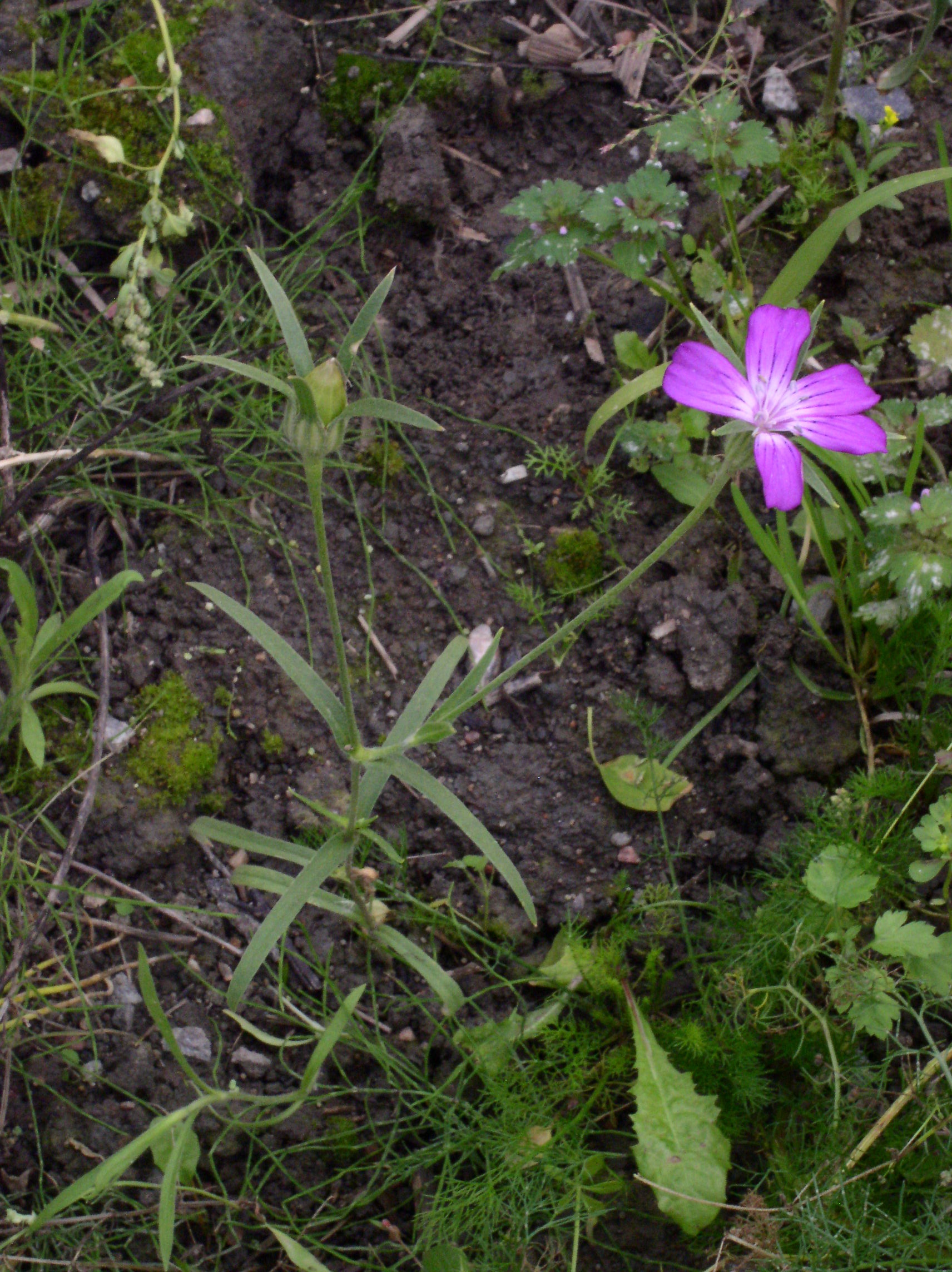
Куколь или волчец

Ку́коль (от праславянского: kǫkolь, родственно с: колокол, колокольчик) — опасное и выносливое сорное растение, один из «терниев и волчцов», известный ещё по библейским текстам, религиозный знак запустения и неугодья, а также символ божьей кары. Чаще всего упоминание его отсылает к земле обетованной и, как следствие, ко вполне определённому роду растений куколь или агросте́мма (лат. Agrostémma), а также конкретному виду куколь обыкновенный или посевной (лат. Agrostémma githágo), принятому в ботаническом научном языке.
Между тем, список видов, которые могут упоминаться под названием куколь отнюдь не исчерпывается одним видом или родом. В XVIII веке куколем называли большой род растений из семейства гвоздичных (лат. Cucubalus), в котором выделялись виды: куколь ягодный, сибирский (лат. Scilla siberica), татарский (лат. Silene tatarica), горный, альпийский (лат. Silene cucubalus subsp. alpina), бесстебельный (лат. Silene acaulis) и другие, впоследствии перешедшие в род смолёвка. Кроме того, в разных местностях и диалектах под куколем могли иметь в виду совсем другие растения, чаще всего, очень далёкие в родственном отношении от современного «научного» куколя. Хотя в большинстве случаев речь идёт также о выносливых сорных растениях, которые при попадания на сельскохозяйственные угодья становятся сорняками.

## Некоторые виды куколя
- Куколь[3] или волчец[4] — известное ещё из Библии название куколя посевного,[5] не колючего, но опасно ядовитого растения из семейства гвоздичные, имеющего обширный ареал от Сибири до Северной Африки и земли обетованной.
- Куколь или агросте́мма (лат. Agrostemma)[6] — название небольшого рода растений из семейства гвоздичные, некоторые виды из которого позднее перешли в род смолёвка или дрёма.
- Куколь или головня́ — одно из народных названий плевела пьянящего (лат. Lólium temuléntum),[7] растения из семейства злаков, злостного сорняка посевов ржи, пшеницы и других зерновых культур, также известного по текстам Библии.
- Куколь или пшенец[8] — одно из народных названий плевела многолетнего (лат. Lolium perenne), сорного растения из семейства злаков (лат. Gramíneae), которое одновременно является одной из лучших кормовых трав.
- Куколь или житец[9] — одно из народных названий растения костёр (лат. Bromus), сорного злака из семейства Мятликовые (лат. Pooideae), часто встречающегося в посевах пшеницы.
- Куколь или кукли́на[7] — одно из народных названий дрёмы белой (лат. Melandrium pratense или лат. Silene latifolia), ныне включённого в род Смолёвка, травянистого растения с белыми цветками из семейства Гвоздичные, произрастающего в большинстве стран Европы, западной Азии и Северной Африки.
- Куколь или погрему́шки[7] — одно из народных названий смолёвки обыкновенной (лат. Silene vulgaris), травянистого многолетнего растения с беловатыми вздутыми цветками из семейства Гвоздичные, распространённого по всей Европе, Малой и Средней Азии, на Кавказе, в Гималаях, Монголии, Японии, Северной Америке и Северной Африке.
- Куколь или дрёма красная — одно из народных названий смолёвки двудомной (лат. Silene dioica),[10] травянистого многолетнего растения с коротким корневищем и ярко-розовыми цветками из семейства Гвоздичные. Происходит из Северной Европы, инвазивный вид в Америке.
- Куколь или полевой жасмин — одно из народных названий мыльнянки лекарственной (лат. Saponaria officinalis),[11] декоративного травянистого многолетнего растения с сильно разветвлённым красновато-бурым корневищем и душистыми бело-розовыми цветками из семейства Гвоздичные.
- Куколь (куколь прямой) или дремотник[12] — одно из народных названий  кукушкина цвета обыкновенного (лат. Lychnis flos-cuculi), многолетнего травянистого растения из рода Смолёвка семейства Гвоздичные (лат. Caryophylláceae) с розовыми цветами.
- Куколь (куколь ягодный)[13] или смолёвка ягодная  — одно из народных названий Волдырника ягодного (лат. Silene baccifera), многолетнего травянистого растения из рода Смолёвка семейства Гвоздичные с чёрными блестящими ягодами.
- Куколь или божье дерево — одно из народных названий полыни лечебной (лат. Artemisia abrotanum),[14] многолетнего травянистого растения из семейства Астровые (лат. Asteráceae). Растение обладает своеобразным приятным запахом, очень похожим на запах укропа, хвои и лимона, употребляется как лекарственное.
- Куколь или борец — одно из народных названий борца (лат. Aconitum album),[15] многолетнего травянистого сильно ядовитого растения из семейства Лютиковые (лат. Ranunculáceae).
- Куколь или кукушкины слёзки — одно из народных названий широколистной орхидеи пальцекорника (лат. Dactylorhíza baltica),[16] многолетнего травянистого растения с красивыми сиреневыми цветами и узнаваемыми пятнистыми листьями.
- Куколь или заячьи лапки — одно из народных названий дикорастущей орхидеи Кокушник комарниковый (лат. Gymnadenia conopsea),[17] многолетнего травянистого растения с мелкими лилово-розовыми цветами.
- Куколь или терние — одно из упоминаемых в библейских текстах названий паслёна (лат. Solanum pubescens),[18] многолетнего травянистого растения из одноимённого семейства (лат. Solanaceae) с узнаваемыми белыми или сиреневыми цветами, похожими на картофель.
- Куколь (куколь луговой) или ранник[19] — одно из народных названий  вербейника обыкновенного (лат. Lysimachia vulgaris), многолетнего травянистого растения из семейства Первоцветные с прямостоячими стеблями и цветами золотистого цвета.
- Куколь или кокорник[20] — одно из народных названий  кирказона обыкновенного (лат. Aristolochia clematitis), ядовитого травянистого растения из одноимённого семейства Кирказоновые (Aristolochiaceae) с широкими сердцевидными листьями и неприятным запахом.
- Куколь (куколь горький) или голо́вки[21]  — одно из народных названий  короставника полевого (лат. Scabiosa arvensis), широко распространённого травянистого растения из семейства жимолостные (лат. Caprifoliáceae) с легко узнаваемыми сиреневыми соцветиями-корзинками.

## Галерея куколей

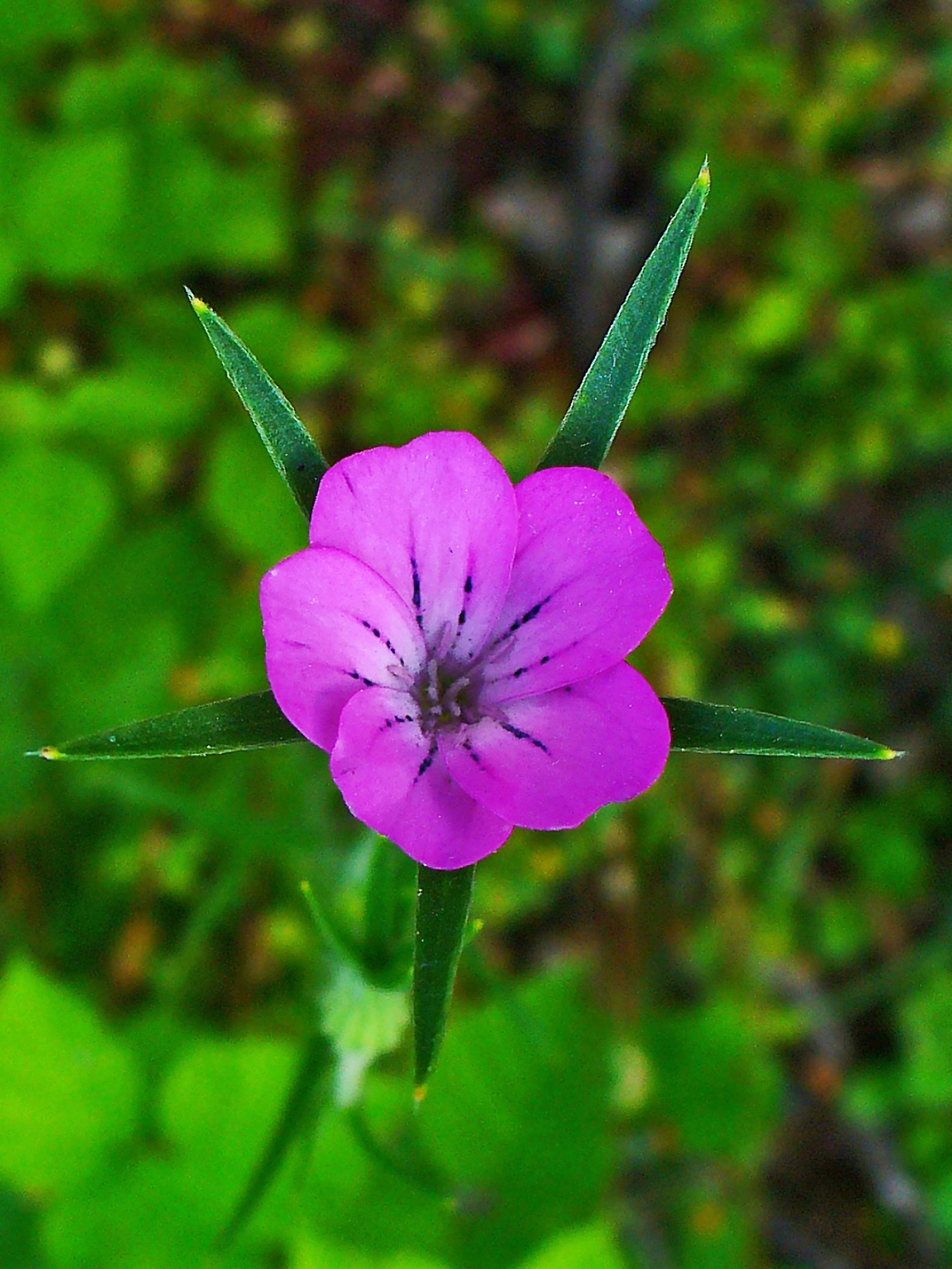
Куколь (Agrostémma githágo)
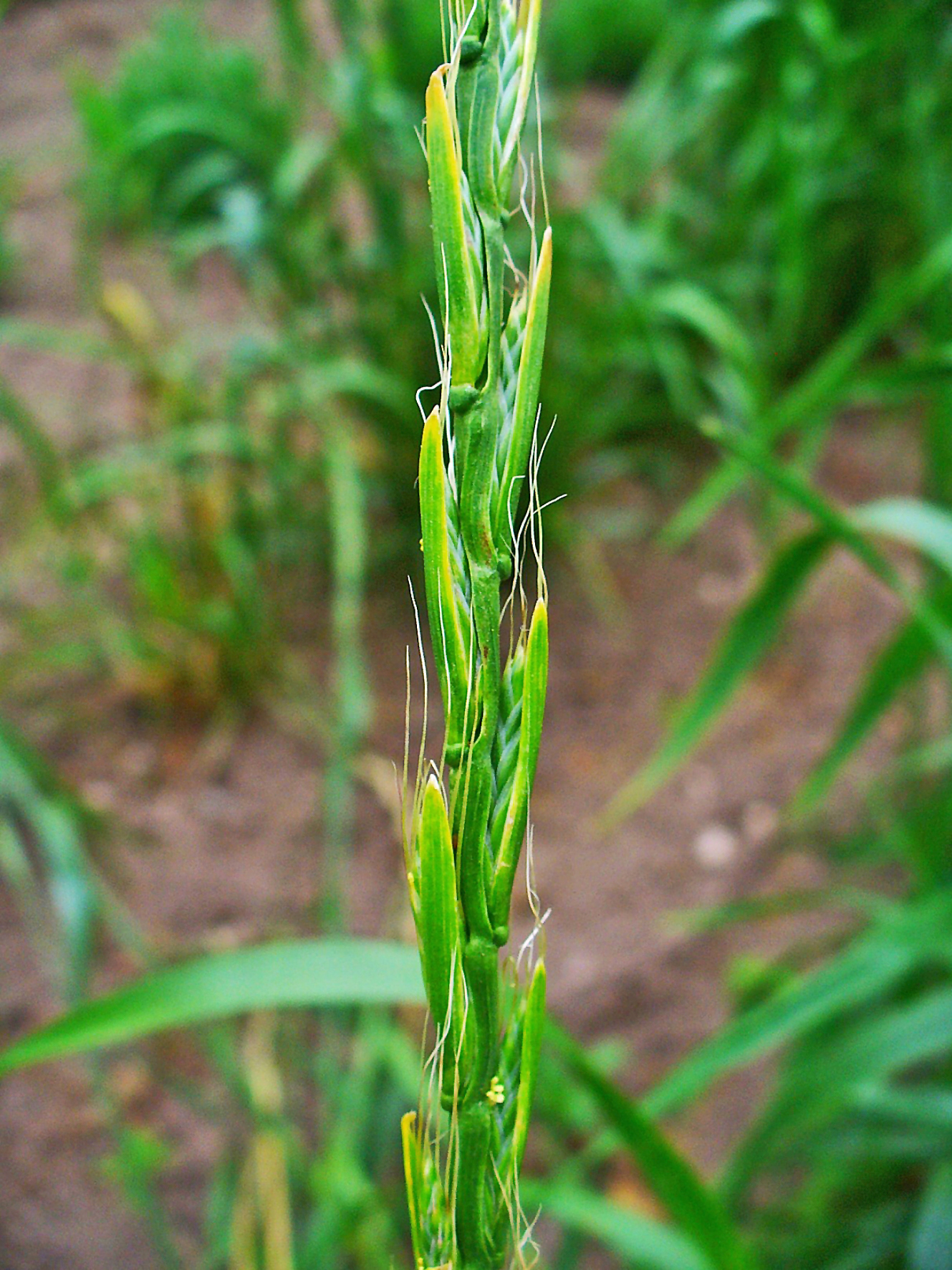
Плевел пьянящий (Lolium temulentum)
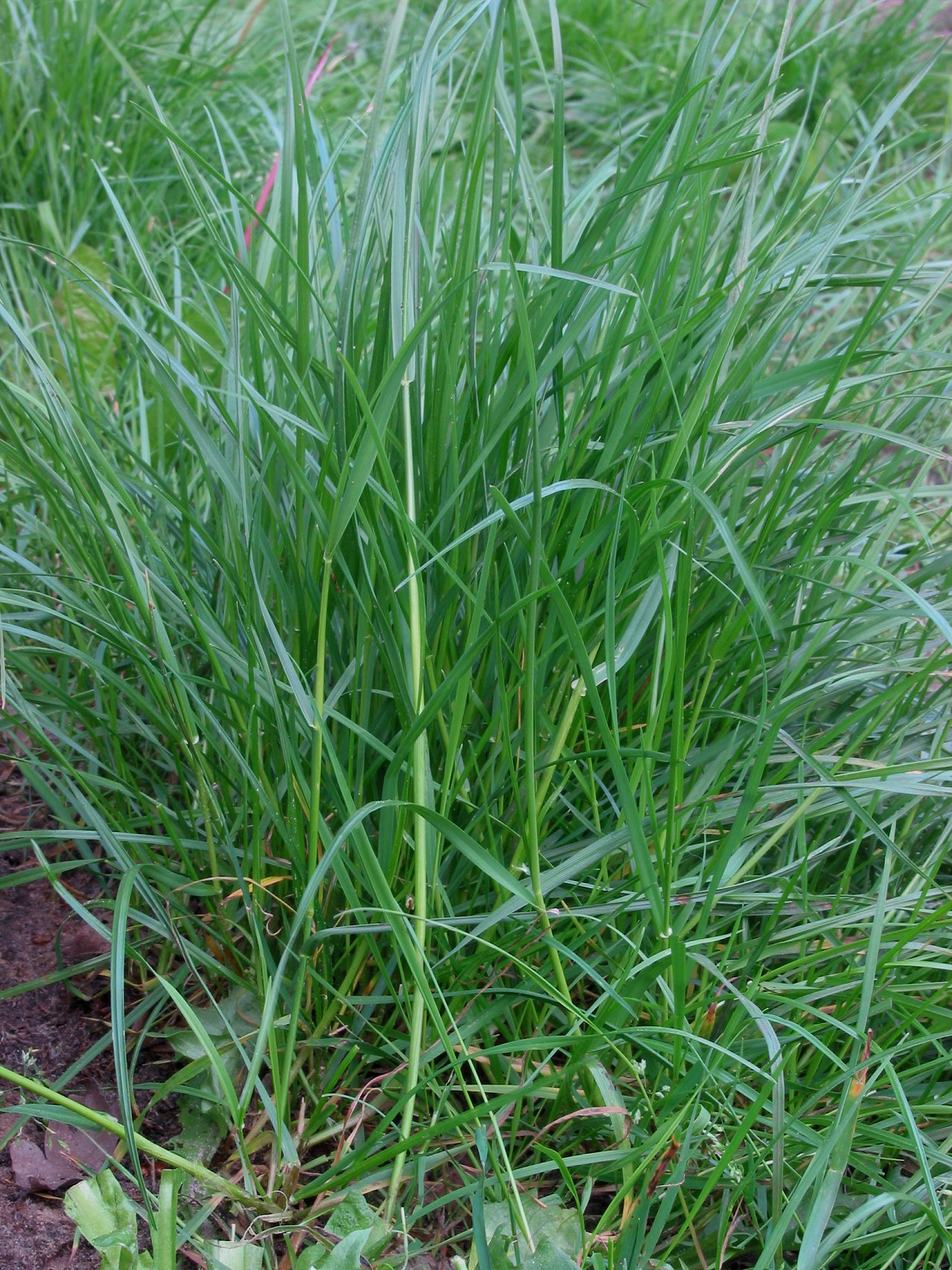
Плевел многолетний (Lolium perenne)
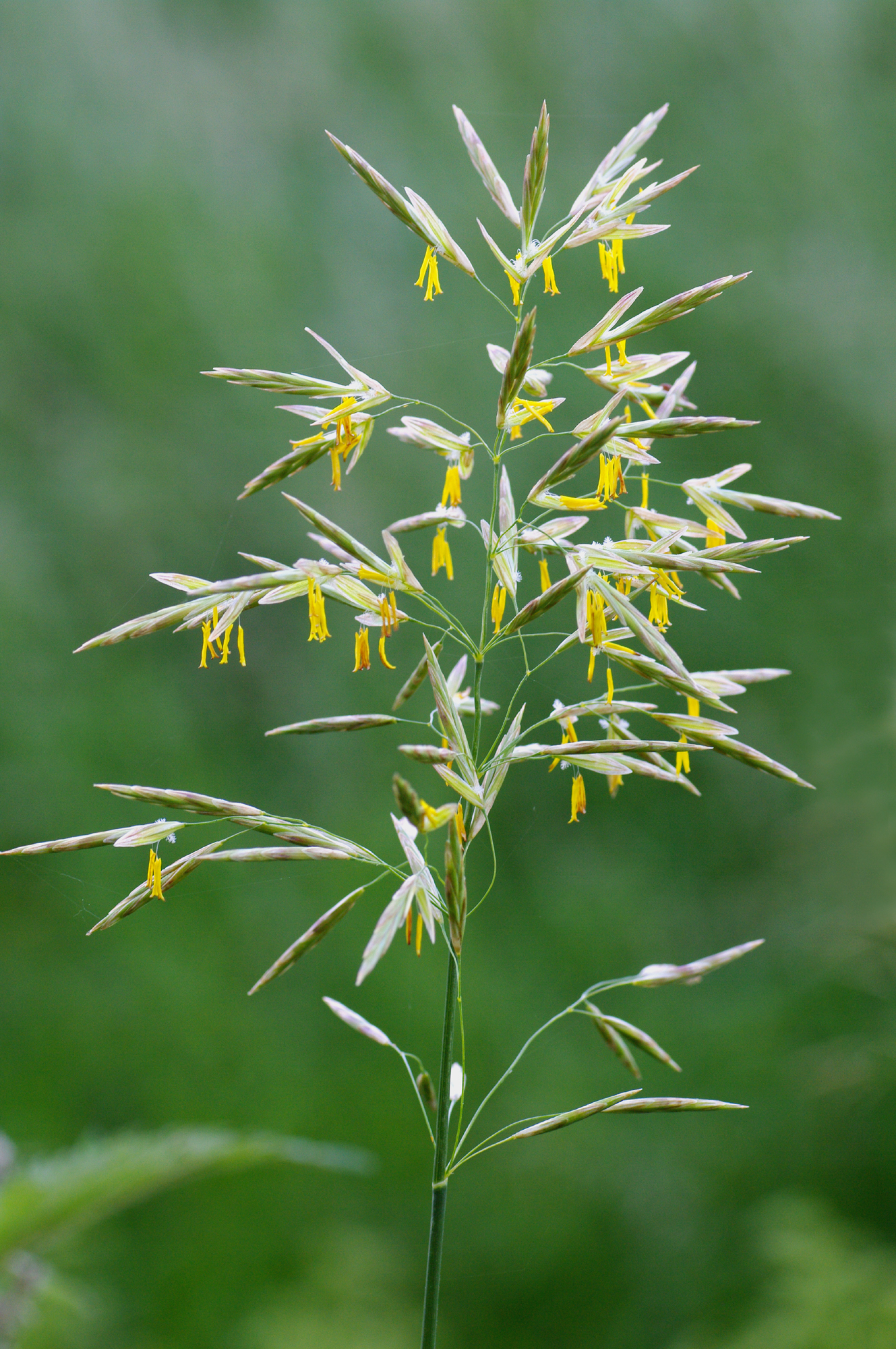
Костёр (Bromus inermis)
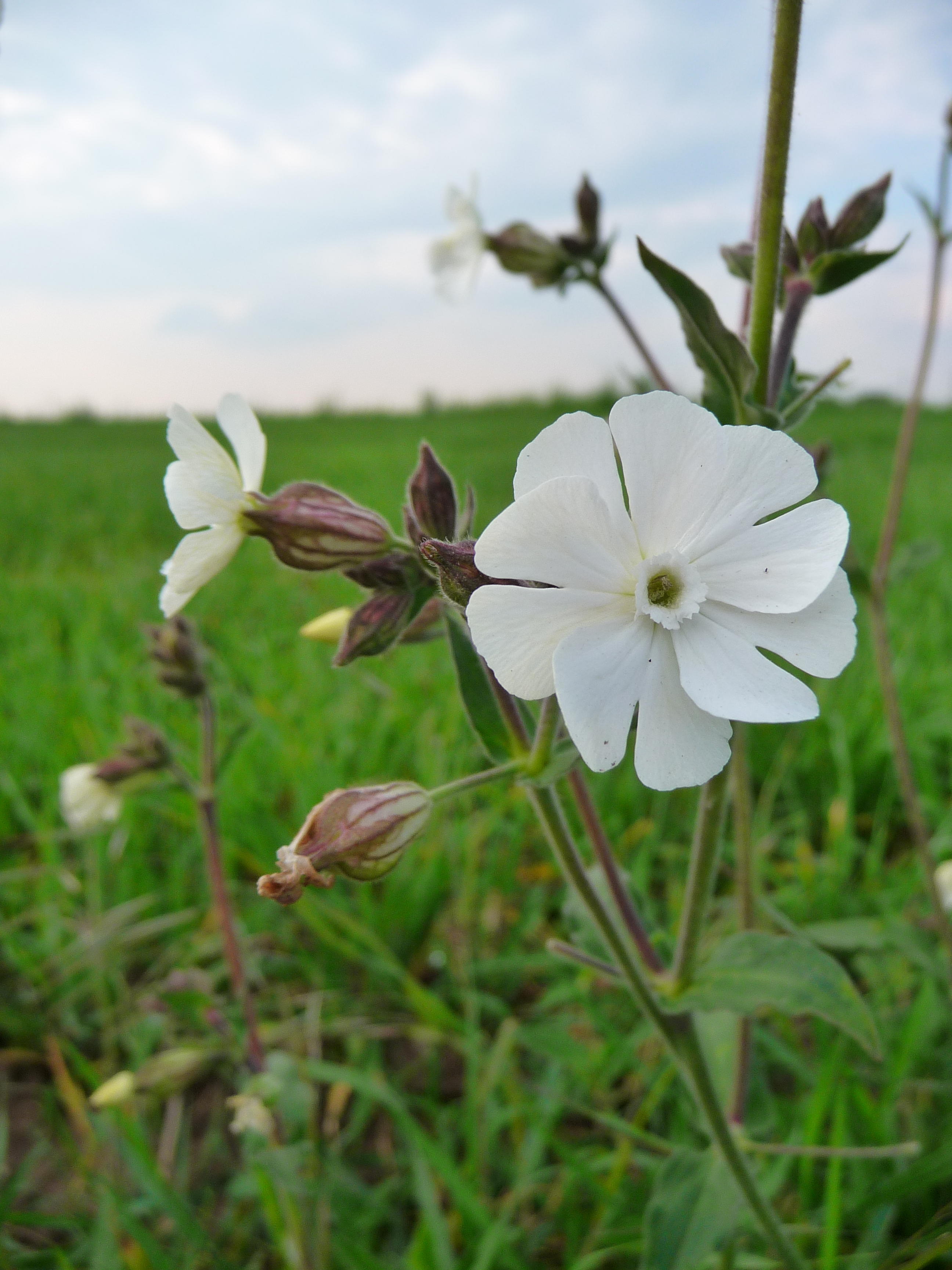
Дрёма белая (Silene latifolia)
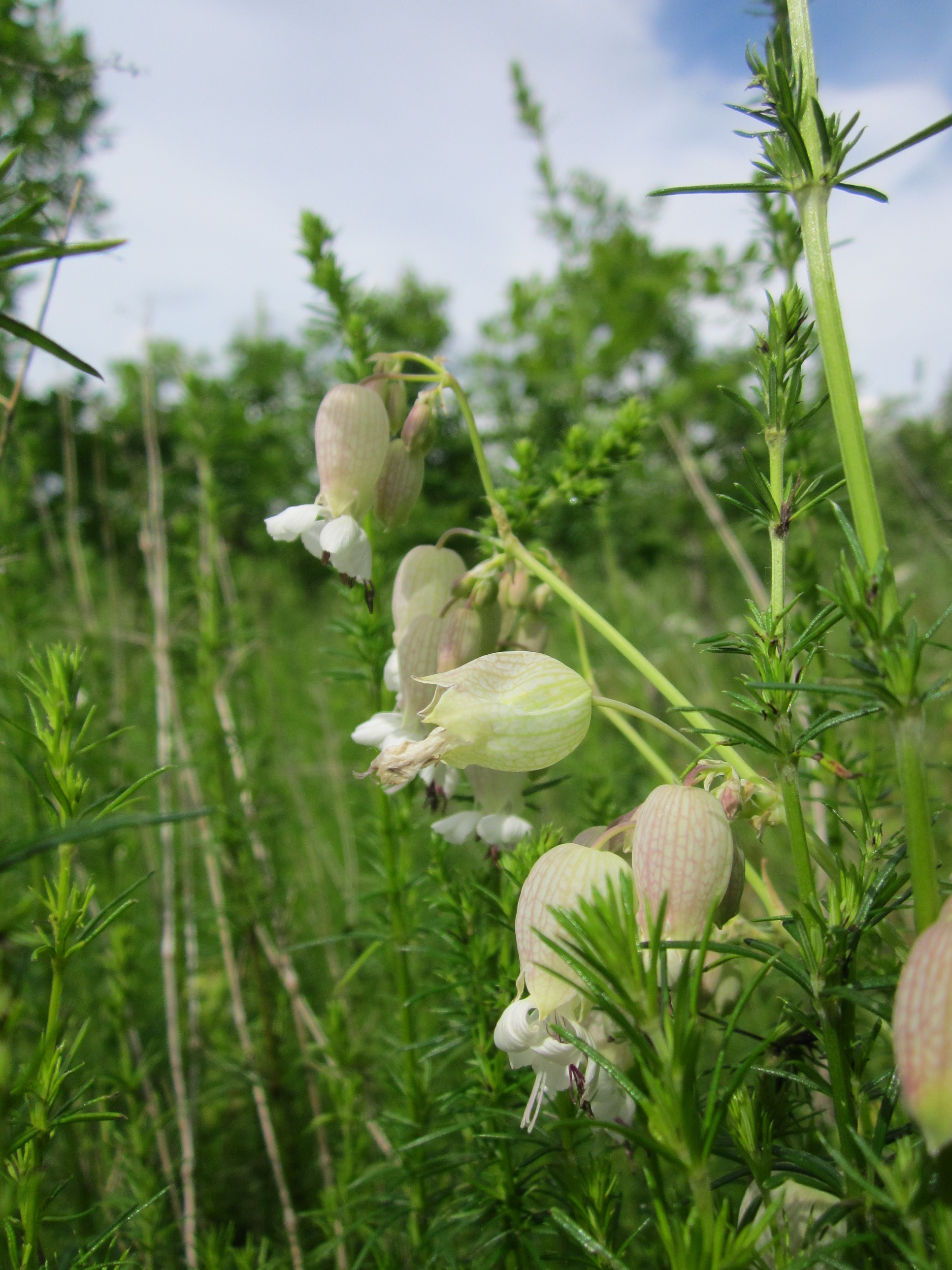
Смолёвка обыкновенная (Silene vulgaris)
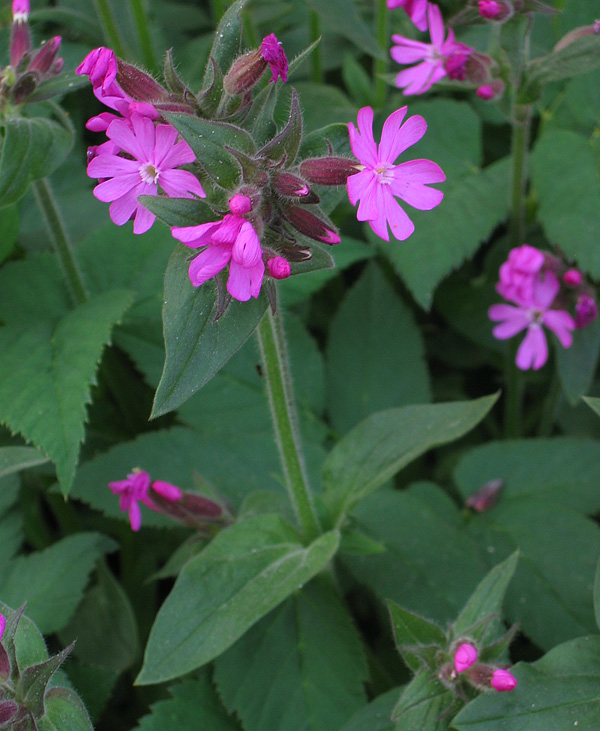
Смолёвка двудомная (Silene dioica)
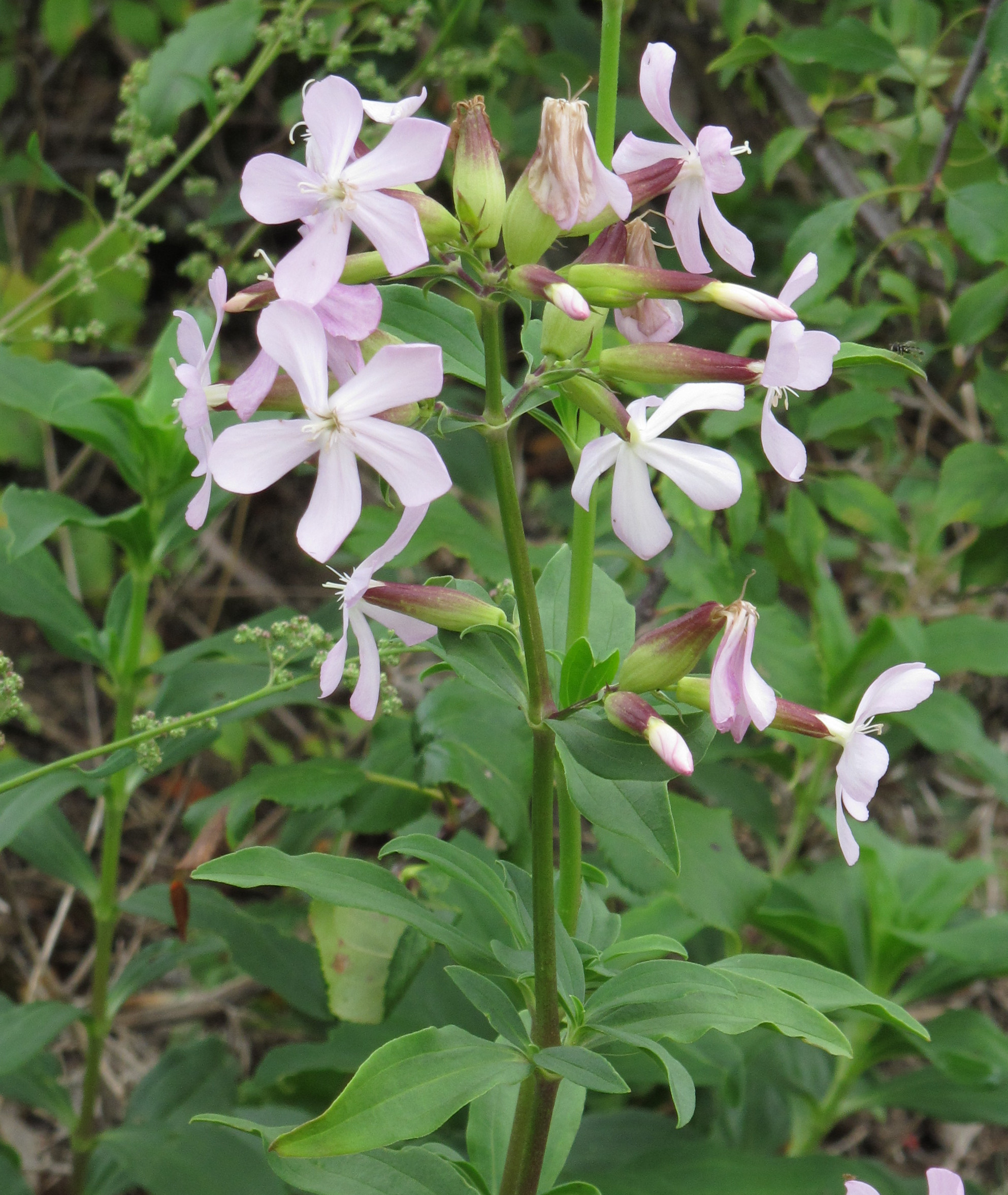
Мыльнянка лекарственная (Saponaria officinalis)
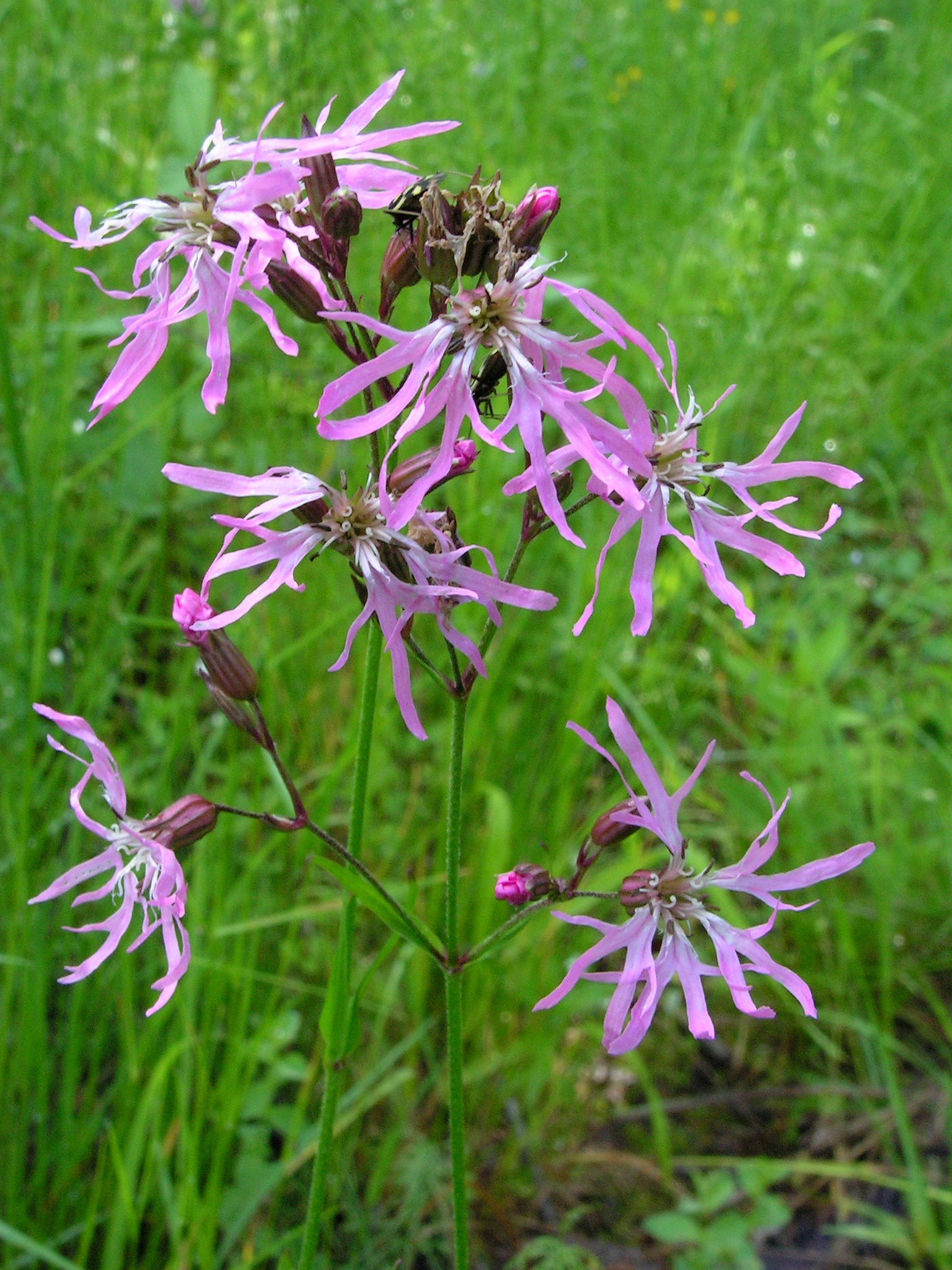
Кукушкин цвет (Lychnis flos-cuculi)
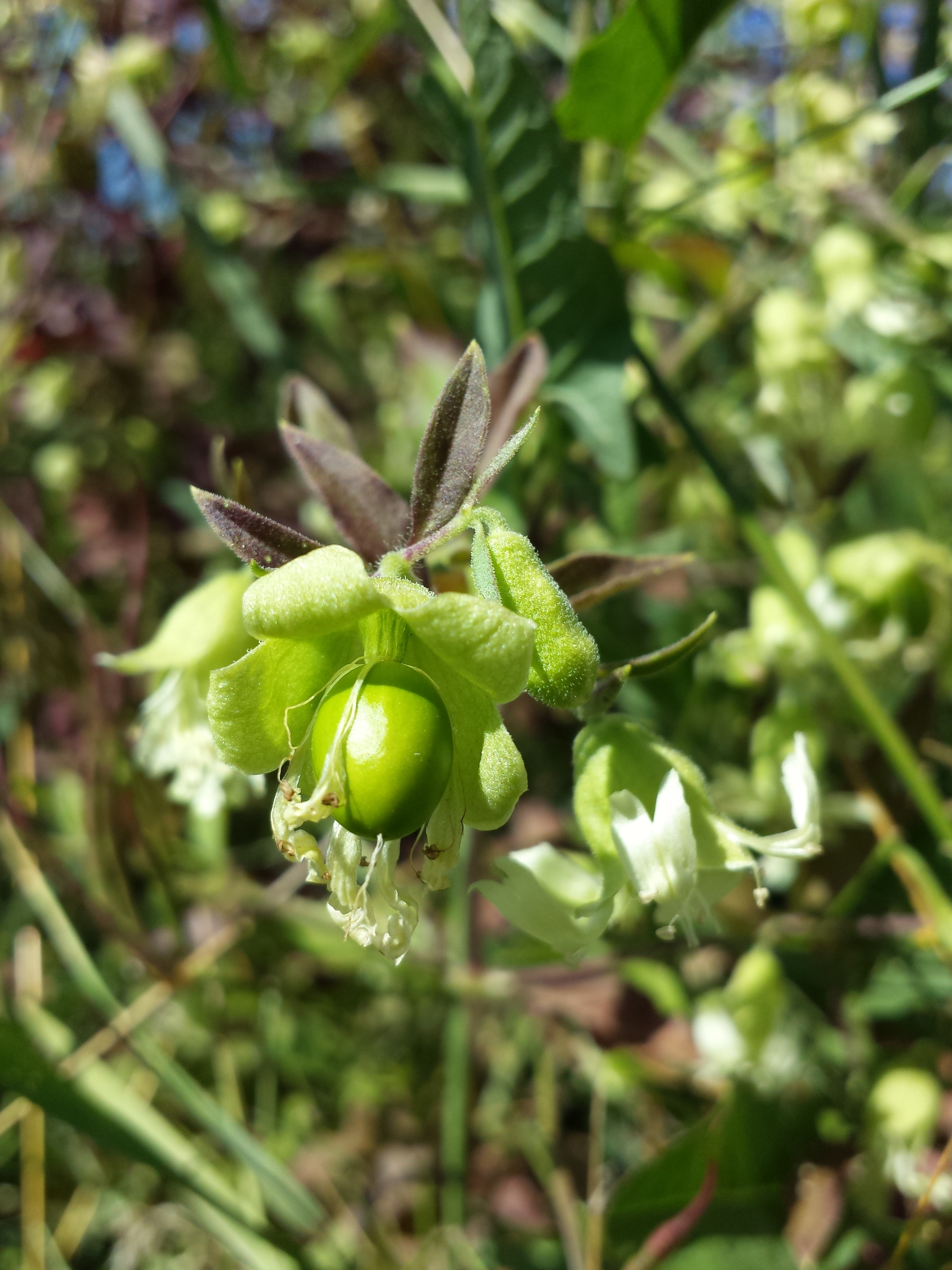
Волдырник ягодный (Cucubalus bacciferus)
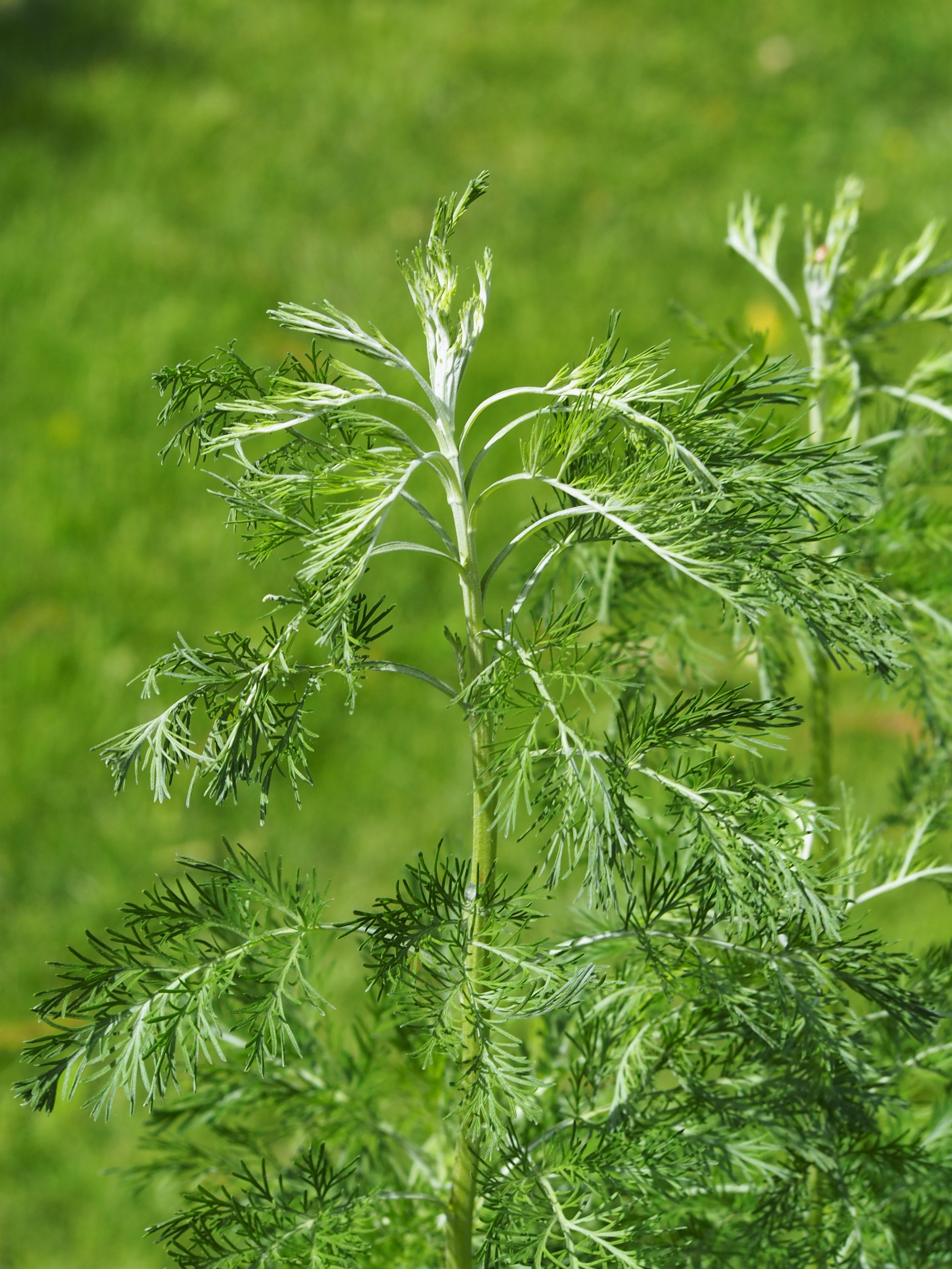
Полынь лечебная (Artemisia abrotanum)
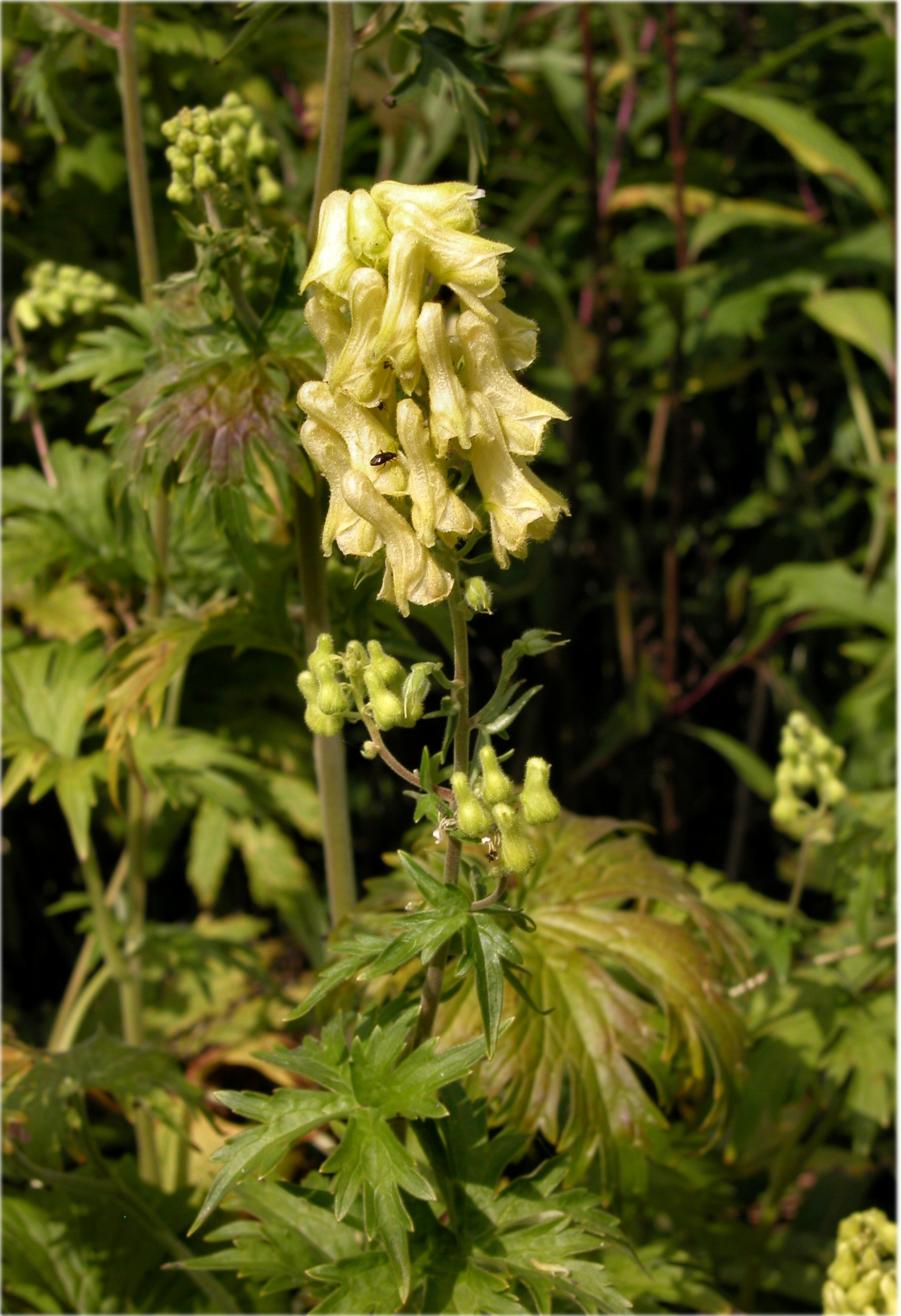
Аконит (Aconitum album)
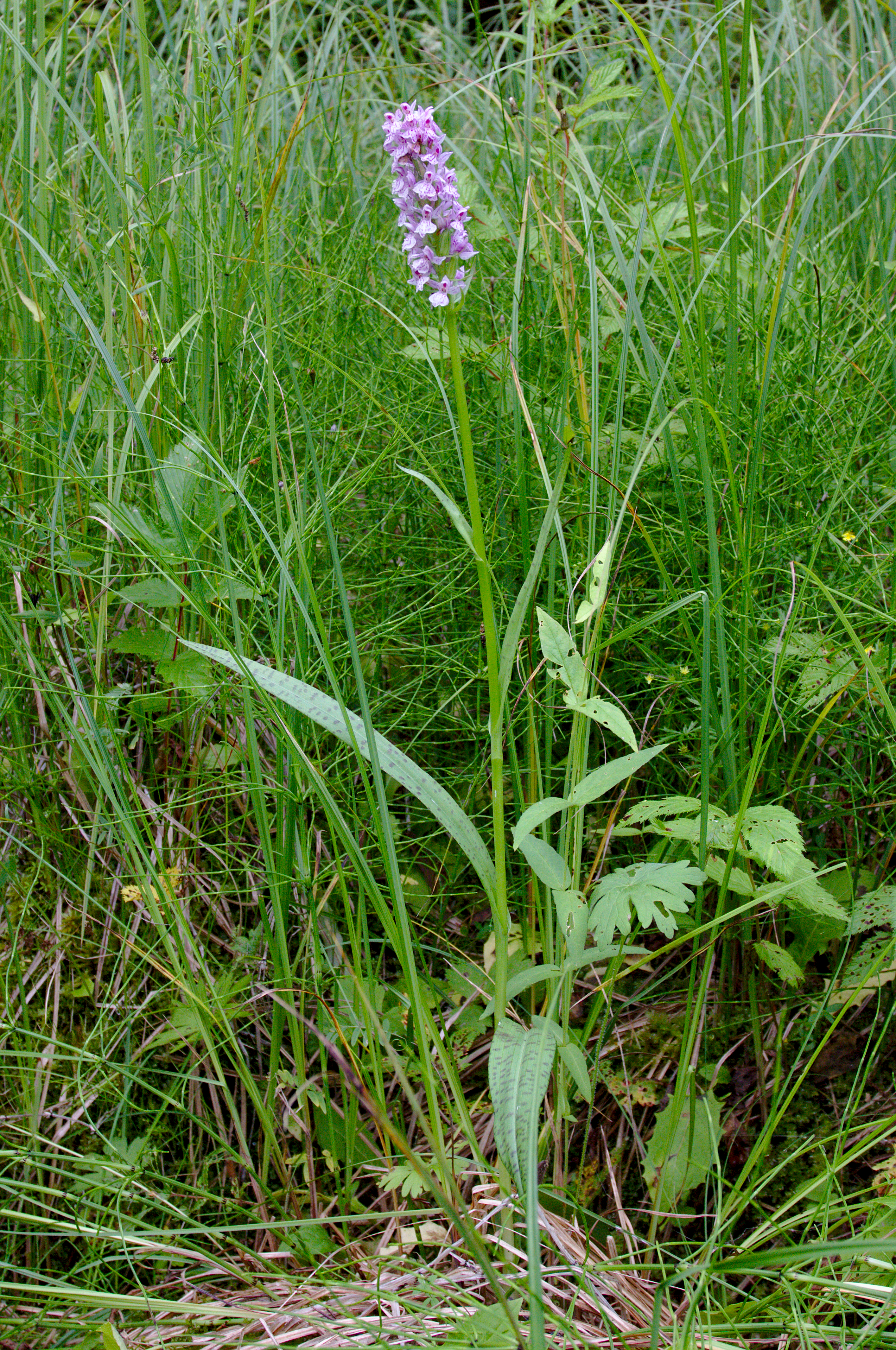
Ятрышник (Dactylorhíza baltica)
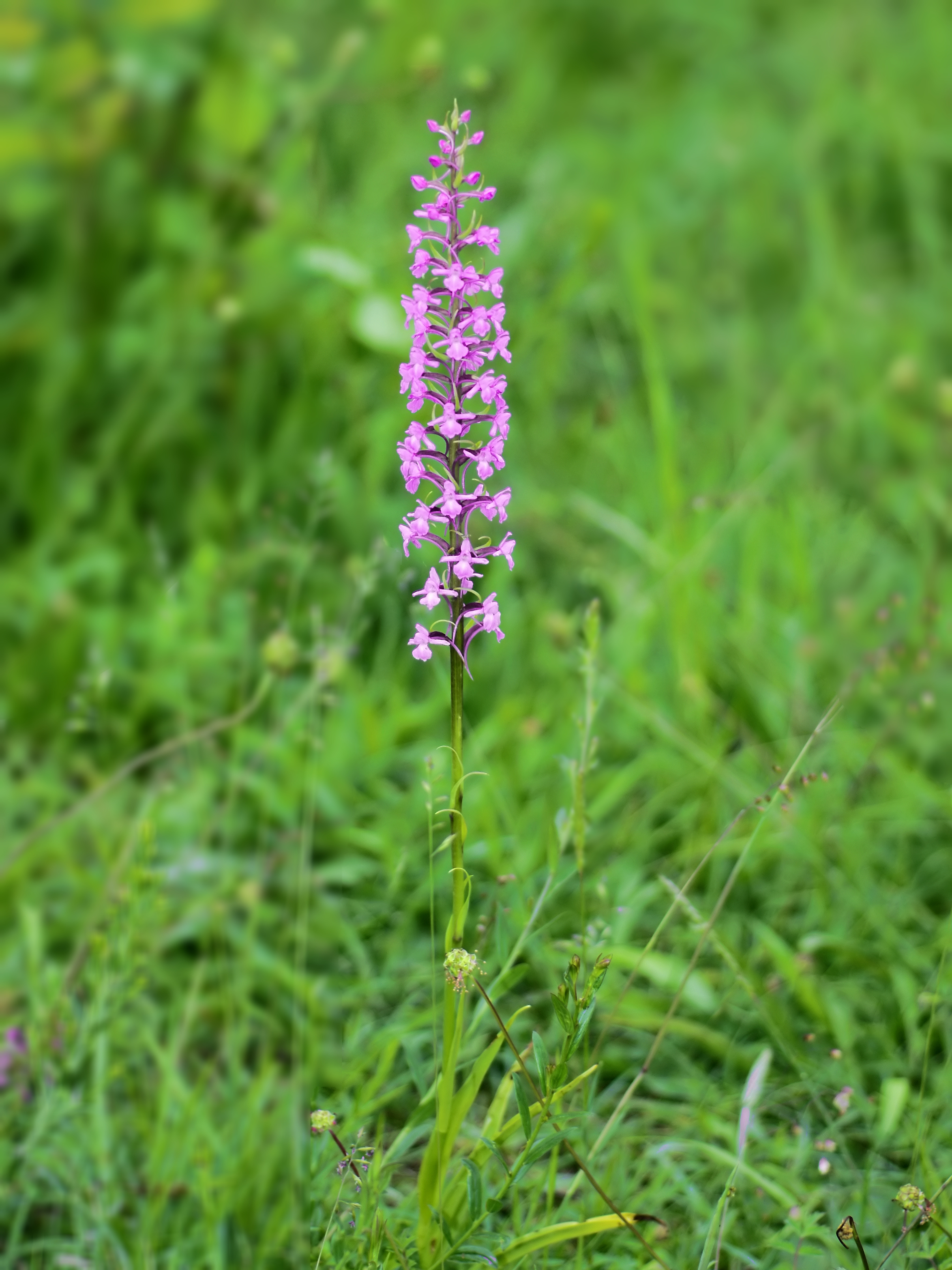
Кокушник комарниковый (Gymnadenia conopsea)
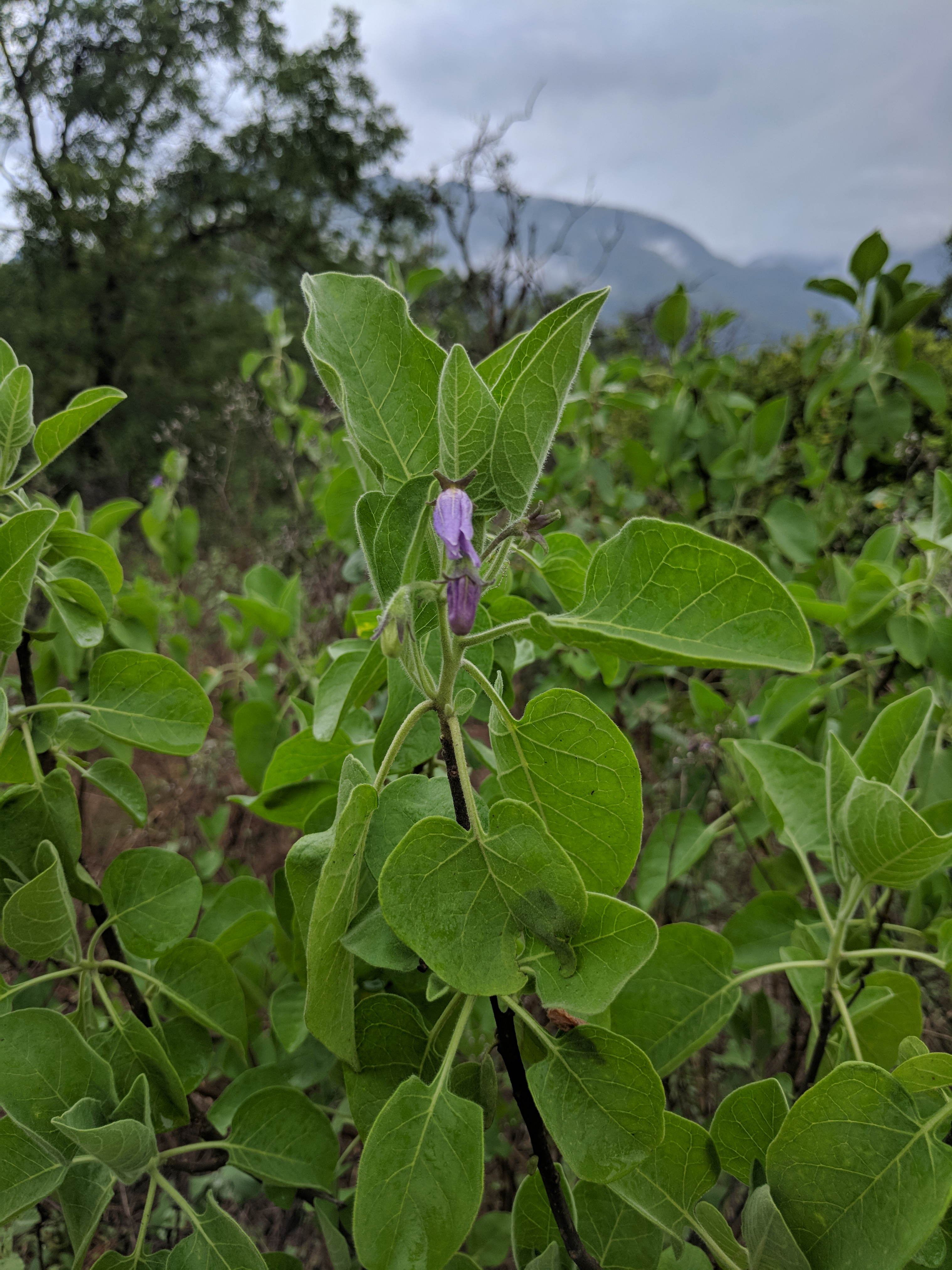
Паслён (Solanum pubescens)
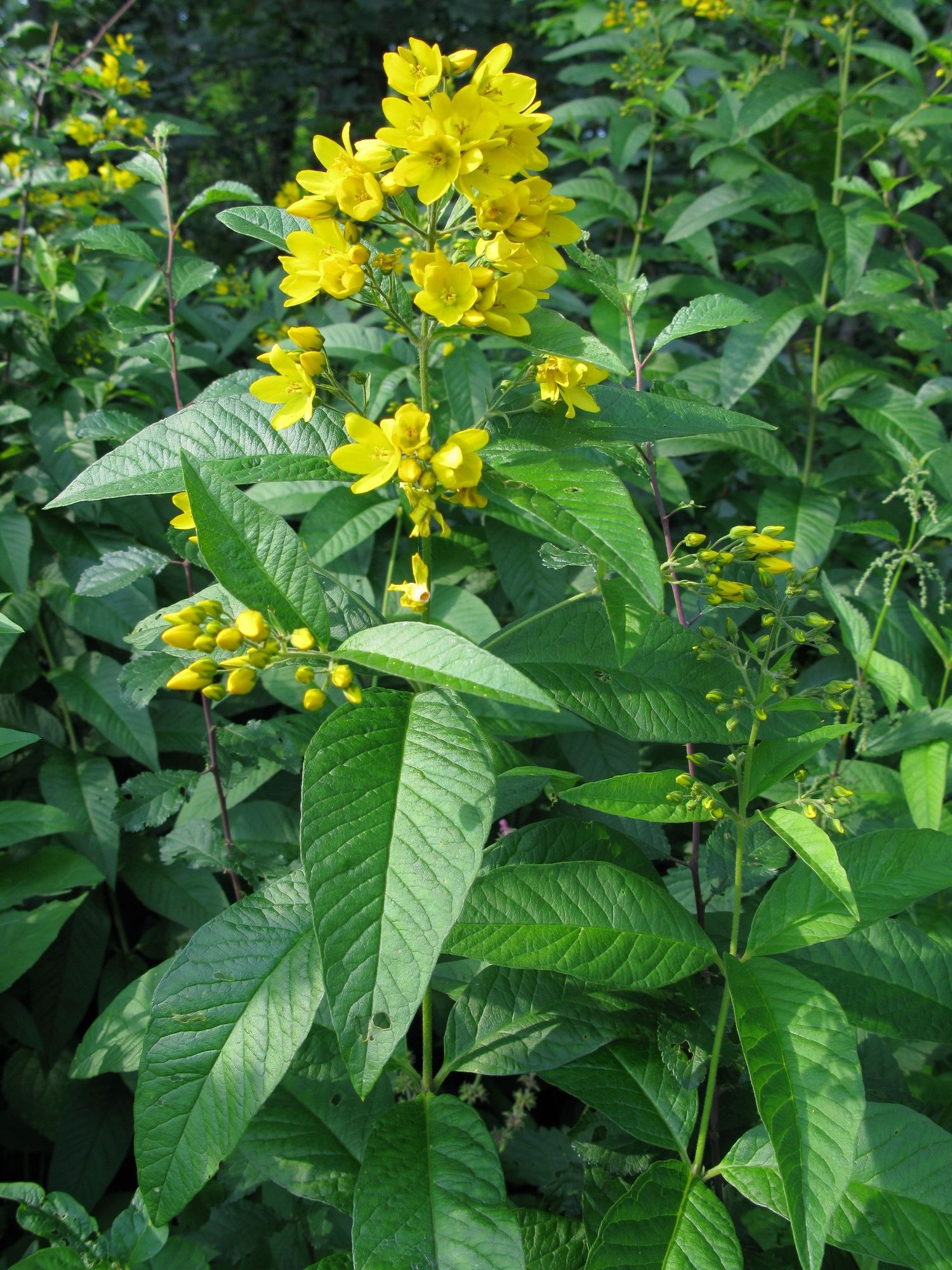
Вербейник обыкновенный (Lysimachia vulgaris)
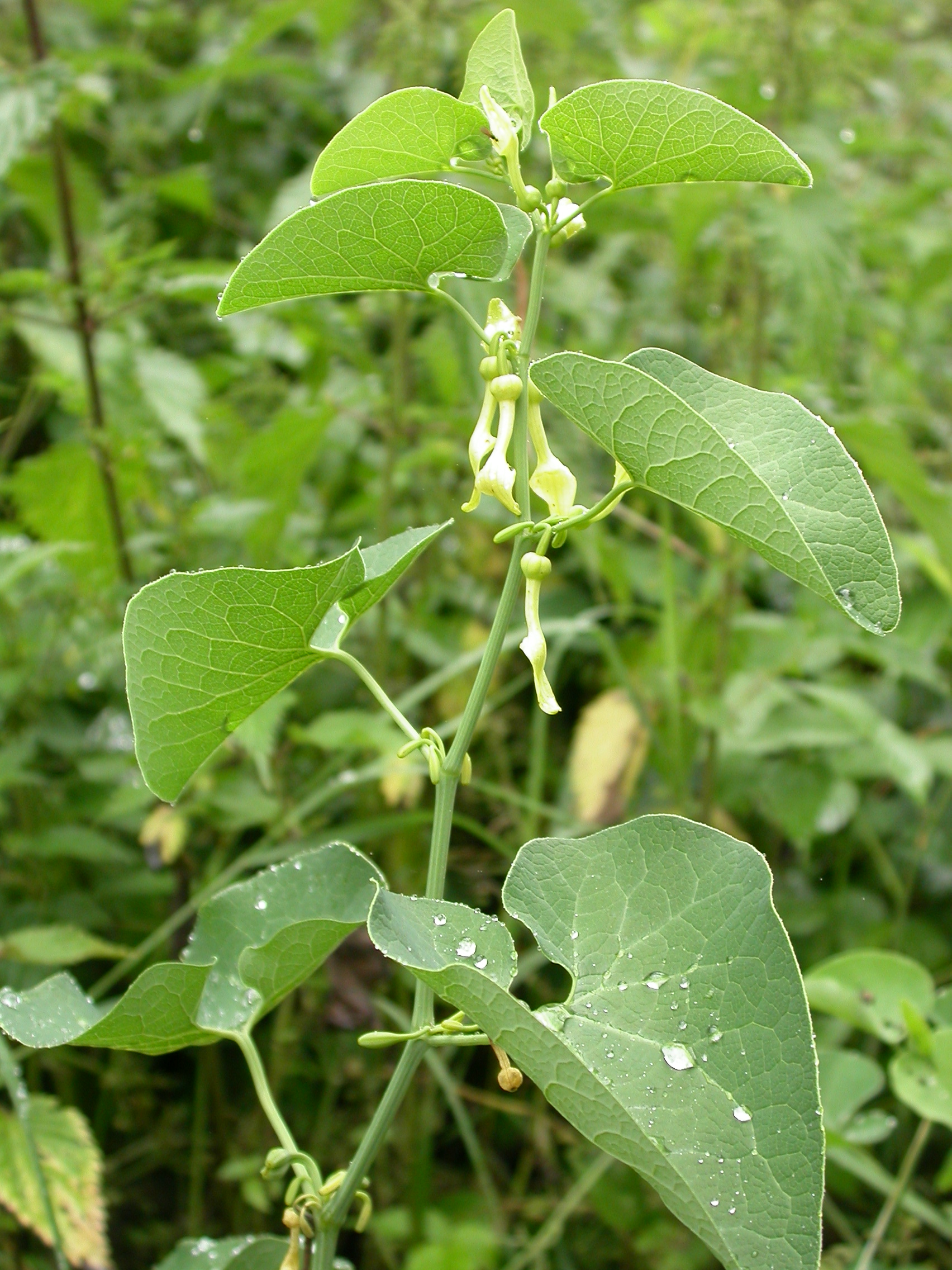
Кирказон ломоносовидный (Aristolochia clematitis)
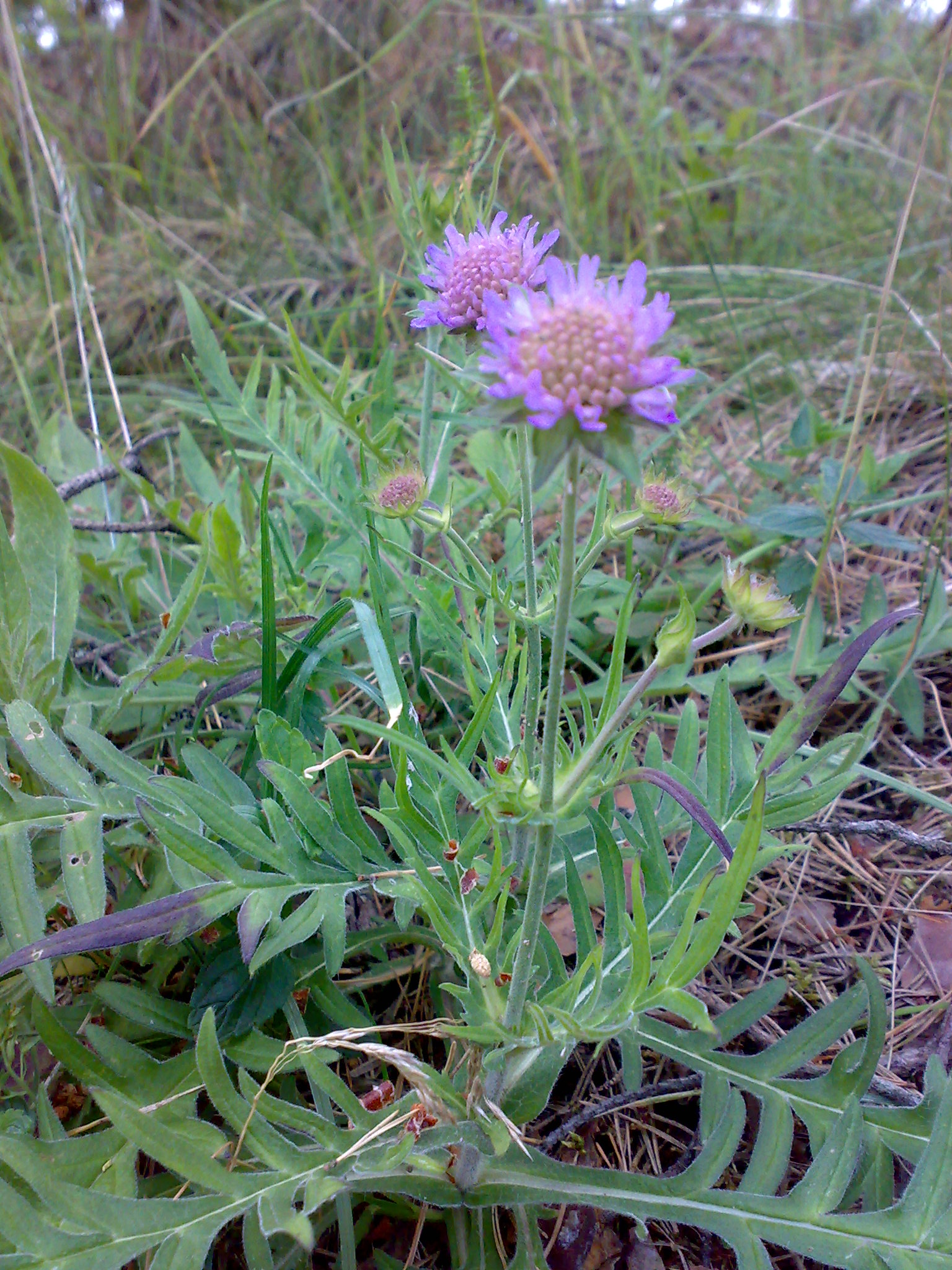
Короставник полевой (Scabiosa arvensis)